# Birgitta Haukdal
En aquest nom islandès, el darrer nom és un patronímic, no pas un cognom. La manera de referir-se a aquesta persona és pel nom de pila.
Birgitta Haukdal Brynjasdóttir (28 de juliol de 1979, Húsavík) és la cantant solista de la banda de pop rock islandesa Írafár. Coneguda pels seus fans com a Gitta, Haukdal va néixer a la petita població de Húsavík, a Islàndia, el 28 de juliol de 1979, i és allà és on ha passat la major part de la seva vida. Els seus pares són Brynjar i Anna Haukdal, i la seva germana es diu Silvía Haukdal.

## Carrera discogràfica
El novembre de 1999, Birgitta va entrar a la banda Írafár en substitució de la fins llavors vocalista Íris Krístinsdóttir. Va ser amb aquesta banda amb qui, l'estiu del 2000 va publicar el senzill Hvar er ég? (On sóc?), dins dels recopilatoris Pottþétt 2000 i Svona er sumarið 2000. Aquest el van seguir dos més singles Eldur í mér i Fingur publicats el 2001 als recopilatoris Poppfrelsi, PottÞétt 24 i Svona er sumarið 2001.
El 2002, la banda va firmar un contracte amb la discogràfica més gran d'Islàndia, Skífan, mitjançant el qual van publicar, a principis de novembre, el primer àlbum, Allt sem ég sé (Tot el que veig). Aquest àlbum es va convertir en el que s'ha venut més ràpidament dels últims 25 anys al país, tot arribant a ser disc de platí (20.000 còpies venudes).
Després que l'any 2003 participés per Islàndia al Festival de la Cançó de l'Eurovisió, Haukdal va publicar un disc amb versions de nadales tradicionals islandeses i un altre de cançons de la seva infància titulat Perlur (Perles). De la mateixa manera, també va publicar dos nous àlbums juntament amb Írafár, com a veu principal de la banda: Nýtt upphaf, el 2003 i Írafár el novembre de 2005.

## Eurovisió
El 2003 Birgitta Haukdal va guanyar la preselecció nacional islandesa per representar la ràdio i televisió pública nacional al Festival de la Cançó de l'Eurovisió de Riga amb la cançó Segðu mér allt (Digues-m'ho tot), que posteriorment va ser adaptada a l'anglès amb el títol Open your heart (Obre el teu cor). Celebrat el concurs, Haukdal, que va actuar acompanyada de la resta de membres d'Írafár, va obtenir la 8a posició, amb 81 punts.
A principis de l'any 2006, Birgitta va reintentar prendre part al Festival de la Cançó de l'Eurovisió que aquell any s'havia de celebrar a Atenes, Grècia, a través del programa de televisió Songvakeppnin 2006 (la preselección nacional islandesa) amb la cançó Mynd Af Þér (Imatge de tu). Malgrat tot, no va aconseguir els vots necessaris i no va resultar guanyadora, en benefici de la seva contrincant Sílvia Nótt.

## Vida personal
Birgitta es va casar amb el seu xicot de sempre Benedikt Einarsson el 23 d'octubre de 2008 a Reykjavík.